# Hall of Fame Open 2019
Hall of Fame Open 2019 byl tenisový turnaj pořádaný jako součást mužského okruhu ATP Tour, který se hrál na otevřených travnatých dvorcích Casina Newport, kde sídlí Mezinárodní tenisová síň slávy. Konal se mezi 15. až 21. červencem 2019 v americkém Newportu jako čtyřicátý čtvrtý ročník turnaje.
Turnaj s rozpočtem 652 245 dolarů patřil do kategorie ATP World Tour 250. Nejvýše nasazeným hráčem ve dvouhře se stal dvanáctý tenista světa John Isner ze Spojených států. Jako poslední přímý účastník do hlavní singlové soutěže nastoupil 120. hráč žebříčku Tchajwanec Jason Jung.
Patnáctý singlový titul na okruhu ATP Tour vybojoval John Isner. V Newportu, kde v roce 2007 prožil debut na túře ATP, se stal prvním čtyřnásobným šampionem. Deblovou soutěž ovládla španělsko-ukrajinská dvojice Marcel Granollers a Serhij Stachovskyj, jejíž členové poprvé startovali na turnaji ATP jako pár.

## Rozdělení bodů a finančních odměn

### Rozdělení bodů
| Soutěž  | vítězové | finalisté | semifinalisté | čtvrtfinalisté | 16 v kole | 32 v kole | Q  | Q2 | Q1 |
| ------- | -------- | --------- | ------------- | -------------- | --------- | --------- | -- | -- | -- |
| dvouhra | 250      | 150       | 90            | 45             | 20        | 0         | 12 | 6  | 0  |
| čtyřhra | 250      | 150       | 90            | 45             | 0         | —         | —  | —  | —  |

### Finanční odměny
| Soutěž                              | vítězové  | finalisté | semifinalisté | čtvrtfinalisté | 16 v kole | 32 v kole | Q2      | Q1      |
| ----------------------------------- | --------- | --------- | ------------- | -------------- | --------- | --------- | ------- | ------- |
| dvouhra                             | 100 600 $ | 54 395 $  | 30 040 $      | 17 065 $       | 9 820 $   | 5 880 $   | 2 845 $ | 1 420 $ |
| čtyřhra                             | 33 000 $  | 16 920 $  | 9 180 $       | 5 240 $        | 3 070 $   | —         | —       | —       |
| částka ve čtyřhře je uvedena na pár |           |           |               |                |           |           |         |         |

## Mužská dvouhra

### Nasazení
| Stát                            | Hráč             | ATP | Nasazení |
| ------------------------------- | ---------------- | --- | -------- |
| USA                             | John Isner       | 12. | 1.       |
| Francie                         | Adrian Mannarino | 42. | 2.       |
| Austrálie                       | Jordan Thompson  | 44. | 3.       |
| Francie                         | Ugo Humbert      | 66. | 4.       |
| USA                             | Steve Johnson    | 71. | 5.       |
| Chorvatsko                      | Ivo Karlović     | 80. | 6.       |
| Kazachstán                      | Alexandr Bublik  | 82. | 7.       |
| USA                             | Bradley Klahn    | 87. | 8.       |
| Žebříček ATP k 1. červenci 2019 |                  |     |          |

### Jiné formy účasti
Následující hráči obdrželi divokou kartu do hlavní soutěže:
- Christopher Eubanks
- Alastair Gray
- John Isner

Následující hráči postoupili z kvalifikace:
- Alex Bolt
- Ramkumar Ramanathan
- Tim Smyczek
- Viktor Troicki

## Mužská čtyřhra

### Nasazení
| Stát                                                                       | Hráč              | Stát        | Hráč               | ATP  | Nasazení |
| -------------------------------------------------------------------------- | ----------------- | ----------- | ------------------ | ---- | -------- |
| Mexiko                                                                     | Santiago González | Pákistán    | Ajsám Kúreší       | 109. | 1.       |
| Izrael                                                                     | Jonatan Erlich    | Nový Zéland | Artem Sitak        | 120. | 2.       |
| Nový Zéland                                                                | Marcus Daniell    | Indie       | Leander Paes       | 122. | 3.       |
| Japonsko                                                                   | Ben McLachlan     | Austrálie   | John-Patrick Smith | 130. | 4.       |
| Žebříček ATP k 1. červenci 2019; číslo je součtem umístění obou členů páru |                   |             |                    |      |          |

### Jiné formy účasti
Následující páry obdržely divokou kartu do hlavní soutěže:
- Maxime Cressy /  Keegan Smith
- Tennys Sandgren /  Max Schnur

## Přehled finále

### Mužská dvouhra
- John Isner vs.  Alexandr Bublik, 7–6(7–2), 6–3

### Mužská čtyřhra
- Marcel Granollers /  Serhij Stachovskyj vs.  Marcelo Arévalo /  Miguel Ángel Reyes-Varela, 6–7(10–12), 6–4, [13–11]